# ترک‌فین
Tracfin یک آژانس خدمات وزارت دارایی فرانسه است که با پولشویی مبارزه می کند. Tracfin واحدی از وزارت اقتصاد، دارایی و صنعت فرانسه و وزارت بودجه، حساب‌های عمومی، خدمات ملکی و اصلاحات دولتی با دسترسی گسترده‌ای در سطح کشور است. از زمان تأسیس در سال ۱۹۹۰، هدف آن مبارزه با عملیات غیرقانونی مالی، پولشویی و تأمین مالی تروریسم است. گزارش سالانه ۲۰۱۰ نمای کلی از فعالیت‌های Tracfin را ارائه می‌دهد.